# خدا مرده است؟
«خدا مرده است؟» (انگلیسی: God Is Dead?) ترانه‌ای از گروه راک انگلیسی بلک سبث است که به‌عنوان دومین قطعه در نوزدهمین آلبوم استودیویی آن‌ها با نام ۱۳ (۲۰۱۳) قرار دارد. این ترانه در ۱۹ آوریل ۲۰۱۳ به‌عنوان تک‌آهنگ آغازین آلبوم منتشر شد و نخستین اثر بلک سبث با حضور آزی آزبورن از زمان ترانه‌های «سایکو من» و «سلینگ مای سول» در آلبوم تجدید دیدار (۱۹۹۸) به‌شمار می‌رود.

## آهنگسازی
«خدا مرده است؟» به‌عنوان قطعه‌ای در سبک دوم متال توصیف شده است. عنوان این ترانه و همچنین تصویر روی جلد تک‌آهنگ، اثر هِدِر کسِیلز، به فیلسوف آلمانی فریدریش نیچه اشاره دارد که با جملهٔ مشهور خود شناخته می‌شود: «خدا مرده‌است. خدا همچنان مرده است. و ما او را کشته‌ایم. چگونه خود را، این قاتلان تمام قاتلان، تسلا خواهیم داد؟» این ترانه یکی از طولانی‌ترین قطعه‌های ساخته‌شدهٔ بلک سبث به‌شمار می‌رود و پس از قطعهٔ «خودشیفتگی» از آلبوم خرابکاری (۱۹۷۵)، دومین اثر بلند این گروه محسوب می‌شود.